# Leo Mansell
Leo Mansell, född 4 januari 1985 på Isle of Man, är en brittisk racerförare. Han är son till den tidigare Formel 1-världsmästaren Nigel Mansell och äldre broder till racerföraren Greg Mansell.

## Racingkarriär
Leo Mansell tävlade under 2010 i LMP1 i Le Mans Series, tillsammans med sin far Nigel Mansell och bror Greg Mansell.
| År                                               | Klass/Mästerskap                     | Team                        | Bil                          | Totalt/poäng | Bästa placering       |
| ------------------------------------------------ | ------------------------------------ | --------------------------- | ---------------------------- | ------------ | --------------------- |
| 2006                                             | Formula BMW UK                       | Team SWR Mansell Motorsport | Mygale FB02 (BMW K1200RS)    | -/0p         | ?                     |
| 2006                                             | Brittiska F3-mästerskapet            | Fortec Motorsport           | Dallara F306 (Mercedes)      | -/0p         | ?                     |
| 2007                                             | Brittiska F3-mästerskapet            | Fortec Motorsport           | Dallara F307 (Mercedes)      | 17:e/2p      | 9:a på Croft (Race 1) |
| 2008                                             | Atlantic Championship                | Walker Racing               | Swift 016.a (Mazda-Cosworth) | 19:a/68p     | Två elfteplatser      |
| 2009                                             | Le Mans Series - GT2                 | Team Modena                 | Ferrari F430 GT              | 5:a/24p      | 1:a på Spa            |
| 2009                                             | Le Mans 24-timmars - GT2             | Team Modena                 | Ferrari F430 GT              | 7:a          | 7:a                   |
| 2010                                             | Le Mans Series - LMP1                | Beechdean Mansell           | Ginetta-Zytek 09S            | 9:a/28p      | 1:a på Hungaroring    |
| 2010                                             | Le Mans 24-timmars - LMP1            | Beechdean Mansell           | Ginetta-Zytek 09S            | Bröt         | Bröt                  |
| 2011                                             | Blancpain Endurance Series - GT4 Cup | Lotus Italia                | Lotus Evora GT4              | 2:a/80p      | Två segrar            |
| Senast uppdaterad: 2011-12-11 (4780 dagar sedan) |                                      |                             |                              |              |                       |